# N.E.R.D
N.E.R.D er en gruppe fra USA, bestående af Pharrell Williams & Chad Hugo fra producer-teamet The Neptunes samt deres ven Shae Haley
Gruppens lyd er svær at kategorisere, men bliver ofte beskrevet som en blanding hiphop, soul og rock.
N.E.R.D er et akronym for No-one Ever Really Dies og udtales  'en ee are dee (på engelsk)

## Diskografi

### Album
- In Search of... (2001/2002)
- Fly or Die (2004)
- "Seeing Sounds" (2008)
- Nothing (2010)
- No One Ever Really Dies (2017)